# Espanès
Espanès is een gemeente in het Franse departement Haute-Garonne (regio Occitanie) en telt 258 inwoners (2005). De plaats maakt deel uit van het arrondissement Toulouse.

## Geografie
De oppervlakte van Espanès bedraagt 3,5 km², de bevolkingsdichtheid is 73,7 inwoners per km².
De onderstaande kaart toont de ligging van Espanès met de belangrijkste infrastructuur en aangrenzende gemeenten.

## Demografie
Onderstaande figuur toont het verloop van het inwonertal (bron: INSEE-tellingen).